# Dompierre-sous-Sanvignes
Dompierre-sous-Sanvignes è un comune francese di 70 abitanti situato nel dipartimento della Saona e Loira nella regione della Borgogna-Franca Contea.
Qua nacque il geofisico Fernand de Montessus de Ballore. 

## Società

### Evoluzione demografica
Abitanti censiti